# امیلیو گاویرا
امیلیو گاویرا (اسپانیایی: Emilio Gavira‎؛ زادهٔ ۱۴ دسامبر ۱۹۶۴) بازیگر و خواننده اهل اسپانیا است. وی در دهستان فوئنخیرولا زاده شد اما دوران کودکی خود را در الکازار دو سان جوان گذراند تا آنکه در سال ۱۹۸۵ برای تحصیل در رشتهٔ موسیقی به مادرید رفت.
از فیلم‌ها یا برنامه‌های تلویزیونی که وی در آن نقش داشته است، می‌توان به معجزه پی. تینتو، سفید برفی و فرانسیس: برایم دعا کن اشاره کرد.